# 萨达姆·侯赛因
萨达姆·侯赛因·阿卜杜勒-迈吉德·提克里蒂（阿拉伯语：صدام حسين عبد المجيد التكريتي，羅馬化：Ṣaddām Ḥusayn ʿAbd al-Maǧīd al-Tikrītī ，1937年4月28日—2006年12月30日），伊拉克政治家、军人、独裁者，在1979年至2003年间任伊拉克总统、伊拉克总理、阿拉伯复兴社会党总书记、伊拉克革命指挥委员会主席与最高军事将领等职。
萨达姆出生于伊拉克北部提克里特附近的奥贾村的一个逊尼派阿拉伯农民家庭。他于1957年加入复兴党，后来于1966年加入伊拉克和巴格达的复兴党。他在7月17日革命中发挥了关键作用，并被艾哈迈德·哈桑·贝克尔任命为伊拉克副总统。在担任副总统期间，萨达姆将伊拉克石油公司国有化，使伊拉克石油经济自主化。他主持了第二次伊拉克-库尔德战争。 1979年贝克尔辞职后，萨达姆正式掌权，尽管他已经担任伊拉克事实上的领导人多年。其担任伊拉克总统期间主张泛阿拉伯主义，发动了两伊战争及海湾战争。他的政治思想被称为萨达姆主义。
2003年，美国及其盟国进攻伊拉克，指责萨达姆发展大规模杀伤性武器并与基地组织有联系。复兴社会党被推翻，萨达姆也在逃亡八个月后于2003年12月13日被捕。2006年11月5日，萨达姆被伊拉克高级法庭判定犯有与1982年杀害148名伊拉克什叶派人士有关的危害人类罪，并被判处绞刑，并于同年12月30日被处决。

## 生平

### 早年
1937年4月28日，萨达姆·侯赛因出生于伊拉克萨拉赫丁省提克里特市外奥贾村。萨达姆的哥哥和父亲在他出生前都因癌症去世。萨达姆的母親後來再婚。
1956年10月，加入反对亲英统治者的陣營、並參加起义；1957年加入阿拉伯復興社會黨，此后几年中他在党内职务迅速提升，并长期担任地区领导机构的副书记职务。
1958年，参加了反对伊拉克国王费萨尔二世的政变，但以失敗告終。
1959年10月，再次参加刺杀总理卡桑的行动，被當時的伊拉克政府判处死刑，但他后来经叙利亚逃到埃及開羅。
1960年，23歲的萨达姆开始就读埃及开罗大学法学系，並修讀法学。課餘之時，他开始与美国中央情报局的人接触。當時美國擔心伊拉克政府與共產黨關係日益密切，於是向復興黨及其他反政府勢力提供援助。

### 掌握权力
1963年2月8日，在阿拉伯社会主义复兴党发动斋月政变夺权后回到伊拉克巴格达，薩達姆開始掌管黨內勢力。但同年11月，當時總統阿里夫大舉緝捕復興党人；他在1964年11月被当局逮捕。但1966年在狱中他被选为复兴党副总书记，同年越獄成功；此時的薩達姆已經是復興黨的第二號領導人物，權力僅次於阿卜杜拉赫曼·阿里夫，着手改组了复兴党。
1968年7月，回到伊拉克协助发动政变，推翻阿里夫总统，使復興党再次掌权；1969年11月，成为革命指挥部的副书记以及宣传部长和安全部长。
1972年6月1日起，萨达姆推动“石油国有化”，将在伊拉克投資的外資石油公司收歸國有，并将石油收入用来建造军队。1975年3月，伊拉克與周邊最大的鄰國伊朗簽訂外交協議，伊朗於是停止支持伊拉克境内的库尔德人叛乱。
1979年6月，萨达姆迫使原总统贝克尔以“健康原因”为由辞职下台。7月16日，薩達姆就任伊拉克总统兼任总理，成为伊拉克的最高领导人，贝克尔则改任伊拉克革命指挥委员会主席；復興黨原領導人物阿里夫亦在該年淡出政治，薩達姆就任地區領導機構書記。当时该国的权力职位大多由逊尼派阿拉伯人担任，这个少数民族约占人口的五分之一。

### 两伊战争
1979年薩達姆執政後，試圖扮演中东地区的領袖。當時伊朗刚刚爆發伊斯蘭革命，1980年9月22日在两伊边境发生一系列冲突事件之后，萨达姆·海珊决定发动两伊战争。
根据伊拉克给联合国的报告，薩達姆从美国、德国、英国、法国、瑞士等国的公司获得制造大规模杀伤性武器的技术和材料，并从加拿大技术人员支持下开发巨型火炮。1988年3月16日，伊拉克军队对库尔德城镇哈拉卜沙发动化学武器袭击，在一天之内造成超过5,000名库尔德人死亡，1万多人受伤。另据斯蒂文·佩尔蒂埃在《纽约时报》撰文指出，中央情报局对从现场搜集到的有毒物质样品进行检验认定：造成库尔德人大量死亡是伊拉克的氰化物基毒气。据称这是二战后化学武器最大规模的一次使用，也是历史上动用化学武器攻击平民的最大一次军事行动。
1988年8月20日，两伊正式停火，战争结束，伊拉克对库尔德人的镇压仍继续，同時薩達姆亦派人研究長程導彈、發展生化武器。

### 入侵科威特
長達八年的兩伊戰爭，令伊拉克經濟受到重大打擊，對石油出口的倚賴變得更為重要。1990年8月2日，伊拉克指責科威特蓄意推低油價，對外宣布「科威特为伊拉克的一个省」，並揮軍進攻。
联合国安理会开始对伊拉克实施经济制裁。从此伊拉克在国际上被孤立。1991年1月17日，美国领导的多国部队參與海湾战争，开始对伊拉克和被占领的科威特进行代号为“沙漠风暴行动”的大规模空袭。空袭在2月28日结束，伊拉克部队在萨达姆领导下决定退出入侵科威特。
战后的1993年，萨达姆发动信仰运动，公开推行逊尼派伊斯兰主义议程，以争取萨拉菲运动支持。许多伊拉克复兴党成员受此影响，他们中的相当一部分在日后加入了伊斯兰国。
這場战争令全球多國對伊拉克制裁，其權力亦開始出現變化。儘管他在1995年10月15日总统选举中仍以超过99%的得票率当选，但他的兩名女婿一度逃亡至約旦，之後在保證會獲寬恕的情況下返國，但兩人於返國三日後最終被殺。

### 倒台
在九一一袭击事件發生之後，时任美国总统小布什多次公開表示出推翻薩達姆政權之意，他為此還徵詢過科威特埃米尔賈比爾三世。2002年10月4日萨达姆首次為入侵科威特而道歉，但科威特政府拒不接受。同月14日，伊拉克全國舉行總統選舉，並於16日公佈了統計結果，薩達姆以100%的支持率連任了伊拉克總統。薩達姆政權的官員宣稱，是美國的威脅使伊拉克人更加義無反顧地支持薩達姆連任總統。2002年11月8日，联合国安理会决议案威胁称，如果萨达姆不解除武装，将面临“严重后果”。2002年11月27日，伊拉克允许联合国专家在伊境开展核查工作。2002年12月7日，伊向联合国提交报告，否认伊拥有大规模杀伤性武器。美国随后说伊拉克的报告不真实，联合国称报告不全面。
2003年1月6日，《纽约时报》公佈了布希政府預備在消滅薩達姆政權之後接管伊拉克的「伊拉克重建計畫」之細節，並顯示該計畫已制定數月之久；而《洛杉磯時報》早在2002年7月22日就披露了，布希政府已著手於推翻萨达姆。
2003年3月1日，阿拉伯联合酋长国成为第一个公开建议萨达姆下台的阿拉伯国家；7日，美国、英国、西班牙提出建议称，萨达姆必须在3月17日前放弃被禁止武器，否则将面临战争。法国领导的其它国家反对任何使军事行动合法化的新决议。
2003年3月17日，美国、英国、西班牙三國称外交阶段结束，撤回了建议中的提案。美國總統小布什發出了最後通牒，要求萨达姆在48小时在内离开伊拉克；18日，伊拉克领导层拒绝了美國的最后通牒。
2003年3月20日，美军開始对巴格达附近的伊拉克领导层目标发动军事打击行动，伊拉克战争开始。
2003年7月22日，萨达姆的两个儿子乌代和库赛，和长孙穆斯塔法在与美军的枪战中被击毙。
2003年12月13日伊拉克时间晚上八时，美軍在其家乡提克里特發動红色黎明行动成功逮捕萨达姆。

### 争议及受审

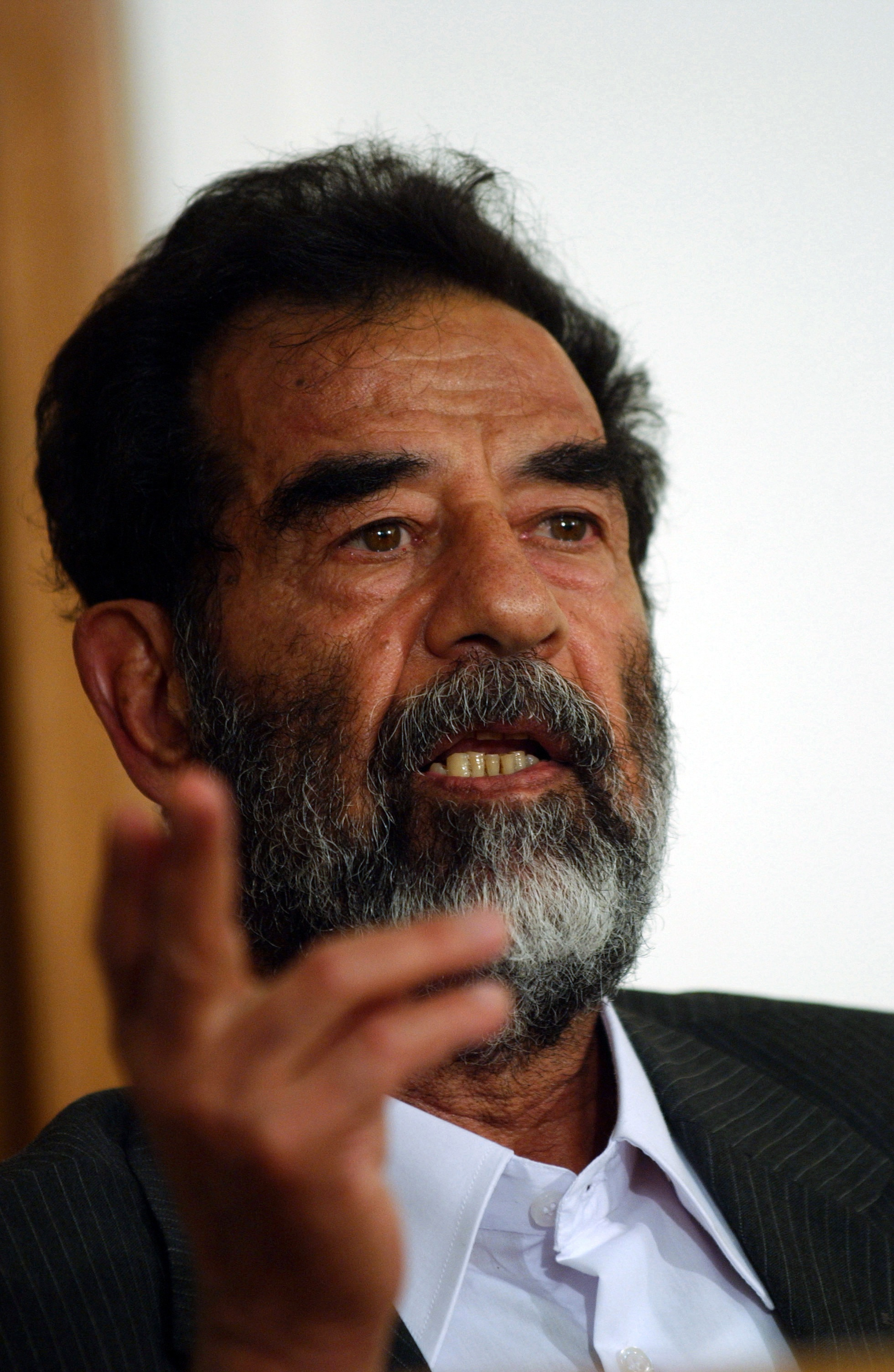
接受审判的萨达姆

2004年6月30日，美军向伊拉克临时政府移交了萨达姆和前政权的11名高官的司法羁押权（包括司法管辖权），但仍由美军负责看守，并宣布，萨达姆不再是战俘的身份，同一天伊拉克临时政府司法部门正式宣布逮捕萨达姆。
7月1日，伊临时政府特别法庭（伊拉克管理委员会根据《伊拉克特别法庭规约》而成立的一个司法机构，其合法性已由生效的伊拉克临时宪法进行确认）上进行了萨达姆的第一次聆讯（听证），法官对其宣读了控告书，萨达姆拒绝承认有罪并拒绝在法庭文件上签字。萨达姆的辩护律师并未出席第一次聆讯，萨达姆的第一任妻子随后雇用了一个国际律师团为萨达姆辩护。随后法庭的现场录像向公众公布，这是萨达姆自被捕以来，第一次出现在公众面前。
伊拉克特别法庭指控萨达姆的罪行包括：
1. 1982年下令處決140多名杜賈爾村人，拷打並監禁一千多人，報復其對自己刺殺未遂的行動。
2. 1987-1988年間下令實施安法爾（意為戰利品）行動，在伊拉克北部對庫德人進行種族滅絕計劃，有證人披露，僅1987至1988年間就有50萬庫德人被迫害至死，或被當場處決。
3. 1988年，使用化學武器襲擊庫德人城鎮哈萊卜傑，造成大約5000名庫德人死亡，1萬人受傷。
4. 1990年入侵並占領科威特7個月。
5. 1991年，在伊拉克南部鎮壓什葉派穆斯林起義。
6. 從1991年起推行所謂「阿拉伯化計劃」，沒收庫德人之土地並剝奪其糧食，將數千名庫德人從伊拉克北部驅逐到伊朗。
7. 1983年下令殺害庫爾德民主黨領導人巴爾扎尼所在部族8000人。
8. 在1991年鎮壓什葉派起義後，下令在伊南部濕地修堤築壩，破壞伊拉克南部濕地。
9. 被控炮轟伊拉克東北部城市、石油重鎮基爾庫克。
10. 在1974年處決5名什葉派宗教人物。
11. 下令暗殺反政府政治活動人士。
12. 迫害宗教團體。
13. 迫害非宗教團體。
14. 迫害和鎮壓政治團體。

#### 杜贾尔村案
2005年7月16日，伊拉克特别法庭主审法官拉伊德·朱希宣布即将审判萨达姆，并表示针对萨达姆的第一项正式指控是，萨达姆涉嫌在1982年针对他的一次未遂暗杀事件后杀害了位于巴格达以北60多公里处的杜贾尔村的143名什叶派穆斯林居民。7月28日，特别法庭就该项指控举行了预审听证会。萨达姆在两家约旦报纸8月21日刊出的一封信中指出，他会为了阿拉伯大业牺牲自己。他在透过国际红十字会转交一名约旦友人的这封信中说：「我的灵魂和我的存在将为我们弥足珍贵的巴勒斯坦和我们挚爱、坚忍而受苦受难的伊拉克牺牲。」8月23日，萨达姆证实除了一位伊拉克律师杜莱米之外他已解雇了整个国际律师辩护团。伊拉克过渡政府发言人库贝于9月4日证实对萨达姆就杜贾尔村屠杀什叶派居民一案的第一次审判将从10月19日开始，而10月15日将就新宪法举行全民公决。与萨达姆一起受审的还有七名前政权高官。9月6日，来自伊拉克临时政府的消息称，审讯萨达姆获得重要证据，并且萨达姆已经在证词上签字，包括像“亲自下达处决令”发动1987年至1988年的安法尔战役这样的口供，但萨达姆坚称自己的行为在他的统治期间合法。10月18日，英国《泰晤士报》报道，参加审判伊拉克前领导人萨达姆一案的有关法官近几个月在英国接受了秘密培训。
审判于10月19日当地时间午后不久正式开始。法庭是前复兴社会党全国指挥部内的一个房间。伊拉克特别法庭以反人类罪正式对萨达姆进行审判。萨达姆拒绝说明身份，并拒绝承认有罪。萨达姆反问法庭的合法性：「你们是谁？这个法庭想怎样？」「我仍保有身为伊拉克总统的宪法权利，我不承认授权你们的组织……以不公正为基础的就是不正当……我不会回答这个所谓的法庭及其所有相关人士的问题。」法庭宣布对前总统萨达姆的审判已经结束，将休庭至11月28日再次开始。伊拉克特别法庭审判长阿明表示，推迟对伊前总统萨达姆审判的主要原因是许多证人由于过于害怕不愿出庭作证。伊拉克警方10月20日称，一名萨达姆及7名前政权高官辩护律师团成员萨阿敦·萨吉尔·贾纳比在巴格达办公室中被武装人员绑架。伊拉克律师协会一名官员10月21日说，遭绑架的萨达姆案辩护律师贾纳比已被杀害，警方已经找到了他的尸体。英国《星期日快报》10月23日报道，负责审讯萨达姆的5名法官和主要检举律师目前已与美英政府达成一项“台下交易”：一旦审萨工作完成，他们与其家人将被获准移民美英两国重新开始“新生”。11月8日，又一名辩护律师团的律师在巴格达乘坐的汽车里被枪手开枪打死。同车的另一名律师中弹受伤。死亡的律师名叫祖拜迪，他负责替前副总统拉马丹辩护。
11月28日，法庭在巴格达重新开庭，萨达姆向法官发难，谴责法庭对他的“非人待遇”。12月5日，辩护律师杜莱米对审判萨达姆的特别法庭的合法性提出质疑，但首席法官坚持继续进行审判程序。辩护律师们走出法庭表示抗议，审判不得不再次休庭。一个多小时以后，律师们重新返回法庭，审判恢复。第一位证人艾哈迈德·哈桑·默罕默德也在法庭上露面，他描述了杜杰勒大屠杀的情况。12月6日，一位女证人在幕后作证，出于安全考虑，她的声音经过处理。后来因技术原因，法庭下令暂时休庭。这时，萨达姆大喊「我再不到这个没有公正的法庭来啦，你们都给我见鬼去吧」。12月7日，由于萨达姆拒绝出庭接受审判，审讯曾经中断几个小时。后来，法庭在萨达姆缺席的情况之下继续进行审判。12月21日，萨达姆在审判他的巴格达法庭上指称，美国人殴打和折磨他。美国白宫发言人严词否认萨达姆的这一说法。负责审讯的雷德法官表示，萨达姆声称曾被虐待的指称没有证据。
2006年1月15日，伊拉克高等法庭发表声明，证实主审法官阿明由于「个人原因」提出辞呈。1月23日，审讯萨达姆的特别法庭发言人表示，法庭决定任命拉乌夫·阿卜杜勒-拉赫曼为主审法官。1月29日，萨达姆案复审后不久，萨达姆辩护团、萨达姆本人以及其他几名被告便离庭抗议特别法庭的程序问题。2月1日，伊拉克高等法庭对萨达姆的审判再次开始，但萨达姆本人及其聘请的辩护律师团没有出席庭审。2月13日，萨达姆出庭再受审，高呼打倒布什口号。2月14日，萨达姆在法庭上宣称，为抗议主审法官以及其上司开展的“不公正审判”，自己同其他三名被告开始绝食。
2月27日，萨达姆的首席辩护律师杜拉米透露，由于健康原因，萨达姆已于一周前停止了坚持11天的绝食斗争。
3月1日，萨达姆在法庭上承认，杜贾尔村事件后，他亲自下令对村民进行报复。3月15日，萨达姆首次出庭直接作证，他称对自己的审判是一场“闹剧”。4月5日，萨达姆出庭受审时猛烈抨击伊拉克内政部杀害了数千名伊拉克人，并要求由国际机构对检察官出示的有关文件上他的签名进行鉴定。4月17日，萨达姆及7名同案被告再次出庭受审。法官宣读了一份刑事专家的报告，称当初与杜贾尔村村民被判死刑的有关文件上的萨达姆签名是真实的。 萨达姆的辩护律师说，这些鉴定专家是内政部成员，“由于他们和内政部的关系，他们无法做到独立”。他要求法庭指定其他专家重新对签名进行鉴定。5月31日，萨达姆的辩护律师庭审中指控控方证人海德里作伪证，要求法庭对所有控方证人证词的可靠性进行调查。
6月21日，萨达姆的主要辩护律师之一哈米斯·奥贝迪遭武装分子绑架后被杀害。
萨达姆和其他7名被告开始絕食，以抗议奥贝迪被枪杀。6月23日，驻伊美军说，萨达姆已经结束绝食活动。7月11日，萨达姆和他的律师再次拒绝出席庭审，以此对奥贝迪遇害表示抗议。7月23日，萨达姆因绝食多日被送入医院治疗。7月26日，萨达姆出现在庭审现场，他称自己是被强行带到法庭的。他还表示，如果真的被判死刑，希望被行刑隊枪决，而不是绞死。
11月5日，伊拉克高等法庭宣布对杜贾尔村案的判决结果，萨达姆被判绞刑，罪名是谋杀和反人类罪。薩達姆表示願意為伊拉克犧牲成為烈士，他呼籲伊拉克人民團結起來，共同反抗美國侵略者。12月26日，伊拉克上訴法庭維持下級法院判決，宣布海珊的審判程序已經完成，不得再提起上訴。12月27日，薩達姆手下的阿拉伯復興社會黨發表聲明警告，如果薩達姆被處以絞刑，復興社會黨將報復美國。聲明稱美國應為薩達姆絞刑負責，因為決策者是美國，而不是伊拉克「傀儡」政府。
杜贾尔村案判决结果如下：
| 人物                            | 身份                               | 判决结果 |
| ------------------------------- | ---------------------------------- | -------- |
| 萨达姆·侯赛因                   | 伊拉克前总统                       | 绞刑     |
| 阿瓦德·哈米德·班德尔            | 伊拉克前革命法院院长               | 绞刑     |
| 巴尔赞·提克里蒂                 | 萨达姆表兄                         | 绞刑     |
| 塔哈·亚辛·拉马丹                | 前副总统                           | 絞刑     |
| 阿卜杜拉·卡德姆·罗维德·穆谢赫希 | 参与“杜贾尔村惨案”的复兴社会党成员 | 15年监禁 |
| 米泽尔·阿卜杜拉·罗维德·穆谢赫希 | 参与“杜贾尔村惨案”的复兴社会党成员 | 15年监禁 |
| 阿里·达伊姆·阿里                | 参与“杜贾尔村惨案”的复兴社会党成员 | 15年监禁 |
| 穆罕默德·阿扎维·阿里            | 曾在杜贾尔村担任电话接线员         | 无罪     |

#### 镇压库尔德人案
2006年8月21日，伊拉克高等法庭开庭审理萨达姆和其他6名前政权高官涉嫌镇压库尔德人一案。9月13日，首席检察官法鲁恩指责主审法官阿米里允许萨达姆发表与此案无关的政治性言论是在偏袒被告，并要求他辞职。9月14日，主审法官阿米里在庭审过程中说，他相信萨达姆不是一名独裁者。9月19日，伊拉克政府撤换了主审法官阿米里为穆罕默德·乌拉比，声称他已经失去了作为法官的“公正性”。9月20日，萨达姆的辩护律师团抗议撤换主审法官，並集体退出庭审。10月30日，萨达姆的辩护律师杜莱米递交了一份结束联合抵制审判的条件书。条件书共提出12项要求。主审法官乌拉比拒绝了条件书的大多数提议，并与律师发生争执。杜莱米随即走出法庭。法官为萨达姆指定了辩护律师，但萨达姆认为这不符合法律程序。

### 死亡
2006年12月30日伊拉克当地时间早上六点多，萨达姆在巴格达北部、一個被美國稱為「公義營」的秘密地點处以绞刑，而他原被判處槍斃，行刑者均包起頭部，過程全被錄影，行刑者先向薩達姆宣布罪名，並準備向他戴上頭套，薩達姆拒絕，表示不要帶著頭套行刑；當地電視台在數小時後播出部分片段，但不公开發表执行死刑時的畫面。隨後，當地電視台亦播出薩達姆行刑片段及死後被布袋包起的遺體，并附上「薩達姆被處決標誌伊拉克接近28年黑暗歷史終結」的字幕。
12月31日，萨达姆的遗体在出生地提克里特奥贾村的陵寢埋葬。其墓地后来成為薩達姆支持者的“朝聖地”。該陵寢於2015年被戰火所毀，据称萨达姆的遗体在陵墓被毁之前已被一個逊尼派部落組織移走。 

## 施政
萨达姆執政時，大力發展石油經濟及福利并大量引进外国先进技术，全面实行免费医疗和国民义务教育制度，以爭取民眾支持。特别是其1972年石油收歸國有的命令使得伊拉克自行掌握了石油收入。但萨达姆将国民经济基本架构于出口石油和天然气上，使得伊拉克始终没有建立起独立的製造業与技术体系，也未实现经济多元化。
伊拉克未成為現代國家前曾為奥斯曼帝国的三个省，內地種族、宗教及經濟差異極其分離。什葉派與遜尼派的交惡、阿拉伯人與庫爾德人的積怨、部族首領與城市新興商人階級的鬥爭一直困擾伊拉克社会。薩達姆上任後，为稳定国内局势并避免政變再次發生，推动黨內權力架構集权化并镇压持不同政见者，但也造成了人权状况的恶化，估计造成约25万人死亡和失踪。萨达姆上台后不久便发起了复兴党内部清洗，而后又于1988年镇压了库尔德人叛乱，1991年镇压了库尔德人和什叶派穆斯林的暴动。海湾战争战败后，萨达姆自1993年起建立了信仰运动，在政治思想中重新引入宗教元素，以争取宗教界支持，避免其产生反政府倾向。
萨达姆對外以“伊拉克国家利益”及“阿拉伯复兴”为名發動戰爭，以促进国内团结并确立自己在泛阿拉伯主义路线中的领导地位。他在1980年发动两伊战争，据称是为了夺取阿拉伯人占多数的伊朗胡齐斯坦省，并挫败伊朗输出其1979年革命的企图。两伊战争在长达近八年后停火结束，这场战争导致伊拉克约一百万人丧生，经济损失达5610亿美元。1990年，萨达姆指责其盟友科威特倾斜开采伊拉克石油储备并通过大量开采石油压制油价，出兵占领科威特并宣布将其并入伊拉克，引发海湾战争。海湾战争以伊拉克被美国领导的多国联军击败而告终。其頻繁的軍事行動逐渐招致伊拉克在国际上遭到孤立，特别是海湾战争战败后联合国开始对伊拉克实施制裁，最後于2003年引发了美英联军入侵伊拉克，致使其政权垮台。萨达姆执政初期与美国关系良好，在两伊战争中还获得过美国的援助。后由于美国在海湾战争中领导多国部队并积极打击伊拉克，战后又主导联合国对伊拉克的制裁，致使萨达姆政权自此与美国决裂。

## 家庭
在官方資料中，薩達姆共有三名妻子。1963年，他在埃及流亡時，迎娶叔父女兒賽義達·塔勒法，兩人早已在薩達姆5歲時已經訂下婚約。他們育有兩子三女，包括烏代及庫賽，以及女兒拉娜、拉加德及哈拉。在父親操控下，烏代掌握伊拉克媒體；庫賽則帶領共和軍，他同時被視薩達姆政權的繼承人。
除了賽義達外，他亦娶了兩名妻子。1986年，他迎娶已婚之婦萨米拉·沙班达尔，育有一子阿里，之後再娶尼达尔·哈姆达尼，外界均指兩人的丈夫是被迫離婚。
不過，在薩達姆往後生涯中，家庭的割裂越見明顯。1995年8月，女兒拉娜與夫婿萨达姆·卡迈勒，以及拉加德與丈夫侯赛因·卡迈勒，一同帶同子女逃往約旦。事後，薩達姆承諾會原諒他們，要求他們回國，但1996年2月，當他們回國第三天，兩名女婿被部族成員指責為叛國賊，將他們擊殺。薩達姆事後指雖然已經原諒他們，但他們已經被褫奪所有地位及不會受到保護。
1996年12月12日，薩達姆妻子賽義達及拉加德和拉娜涉嫌參與暗殺乌代而遭軟禁。事件中，賽義達的弟弟阿德南·海拉拉據傳遭殺處決，他本身亦是薩達姆的童年摯友。
薩達姆倒台後，他們親人亦在各國流亡。女兒哈拉的丈夫贾迈勒·穆斯塔法·苏丹·提克里蒂本身是伊拉克部族事務副部長，2003年已經向美國投降。另外兩女拉加德及拉娜則與合共九名子女留在約旦阿門，當時拉加德曾接受美國有線新聞網絡訪問時指：「他是一個很好的父親，有愛心，有很大的心胸！」她隔著電視向父親說：「我愛你，我很想念你。」拉娜則說：「他情感豐富，與我們一起時總是非常溫柔。」
至於被外界稱為「化學阿里」的阿里·哈桑·馬吉德，是薩達姆的表弟，他被指1988年下令使用毒氣，在2007年被批准處決，2010年1月17日判決死刑，2010年1月25日遭到絞刑處決。
薩達姆還有一名堂弟阿德南·海拉拉，是薩達姆當政早期的伊拉克国防部长，於1989年因飛機失事去世。

## 著作
萨达姆于2003年美国入侵伊拉克前写了一部小说《恶魔，滚开》，讲述了一千五百年前幼发拉底河畔一个部落抵抗异族侵略并最终获胜的故事。书稿由萨达姆的大女儿拉加德于美国出兵伊拉克前逃往约旦时带出，拉加德称，其父是在伊拉克战争爆发前一天完成这部小说的。在这本小说出版以前，萨达姆创作的小说《扎比芭和国王》就已经出版了，《扎比芭和国王》讲述一名领袖为了人民牺牲自己奢华生活的故事，薩達姆政府更為此拍攝了20集的同名電視連續劇。光明日報出版社已於2001年翻譯出版了《扎比芭和国王》的中文版。
另外，萨达姆还著有小说《铜墙铁壁》，讲述了海湾战争后一伊拉克士兵爱上了一库尔德少女的故事。其销量达到了200万册，萨达姆规定伊拉克的公务员、教师、士兵以及复兴党成员每人必须购买至少一本《铜墙铁壁》，单册价格约2美元。其长子乌代就买了二十五万册。